# Јержи Гротовски
Јержи Гротовски (11. август 1933 — 14. јануар 1999) био је иновативни пољски позоришни редитељ и теоретичар чији су приступи глуми, обуци и позоришној продукцији значајно утицали на позориште данас.

## Биографија
Рођен је у Жешову на југоистоку Пољске 1933. године. Имао је шест година када је 1939. избио Други светски рат, током којег се са мајком и братом преселио у село Њенадовка. Студирао је глуму и режију на Националној академији за позоришну уметност у Кракову и Руској академији за позоришну уметност у Москви.
Као режисер дебитовао је 1957. у Кракову драмом Еженa Јонескоa Столице, а недуго затим основао је мало лабораторијско позориште 1959. у граду Ополе у Пољској. Током 1960-их, компанија је започела међународне турнеје и његов рад је привлачио све веће интересовање. Како је његов рад стекао шире признање, Гротовски је позван да ради у Сједињеним Америчким Државама и напустио је Пољску 1982. године.
Иако се компанија коју је основао у Пољској затворила неколико година касније 1984. године, наставио је да предаје и режира у Европи и Америци. Међутим, Гротовском је постајало све непријатније усвајањем и прилагођавањем његових идеја пракси, посебно у САД, па ју је напустио и преселио се у Италију где је 1985. године основао радни центар Гротовски у Понтедери. У овом центру наставио је са позоришним експериментисањем и вежбањем и овде је наставио да режира и приватне позоришне догађаје готово у тајности током последњих двадесет година свог живота.
Умро је 1999. године од леукемије и обољења срца.